# Planggaran Timur
Planggaran Timur is een bestuurslaag in het regentschap Sampang van de provincie Oost-Java, Indonesië. Planggaran Timur telt 2180 inwoners (volkstelling 2010).